# تاماراک (فلوریدا)
تاماراک (به انگلیسی: Tamarac) شهری در شهرستان برووارد ایالت فلوریدا است که در سال ۱۹۶۳ بنیان‌گذاری شده‌است. این شهر طبق سرشماری سال ۲۰۱۰ میلادی، ۶۰٬۴۲۷ نفر جمعیت داشته و مساحت آن نیز ۳۰٫۸ کیلومتر مربع است.